# Thạnh Đông, An Giang
Thạnh Đông A là một xã thuộc huyện Tân Hiệp, tỉnh Kiên Giang, Việt Nam.

## Địa lý
Xã Thạnh Đông A có vị trí địa lý:
- Phía đông giáp huyện Giồng Riềng
- Phía tây giáp xã Tân Hiệp A
- Phía nam giáp xã Thạnh Trị
- Phía bắc giáp xã Thạnh Đông.

Xã Thạnh Đông A có diện tích 46,66 km², dân số năm 2020 là 16.338 người, mật độ dân số đạt 350 người/km².

## Hành chính
Xã Thạnh Đông A được chia thành 8 ấp: Đông Phước, Đông Thành, Kinh 7A, Kinh 7B, Kinh 8A, Kinh 8B, Thạnh An II, Thạnh Lợi.

## Lịch sử
Sau năm 1975, Thạnh Đông A là một xã thuộc huyện Tân Hiệp.
Ngày 18 tháng 3 năm 1997, Chính phủ ban hành Nghị định số 23-CP về việc thành lập xã Thạnh Trị trên cơ sở 4.117,56 ha diện tích tự nhiên và 10.294 nhân khẩu của xã Thạnh Đông A.
Xã Thạnh Đông A sau khi điều chỉnh địa giới hành chính có 4.603,61 ha diện tích tự nhiên và 19.697 nhân khẩu.